# Metophthalmus clarki
Metophthalmus clarki es una especie de coleóptero de la familia Latridiidae.

## Distribución geográfica
Habita en México y en la Baja California (Estados Unidos).